# ماسایوکی سوئو
ماسایوکی سوئو (به ژاپنی: 周防 正行، Masayuki Suo) (زادهٔ ۲۹ اکتبر ۱۹۵۶) کارگردان و فیلم‌نامه‌نویس اهل ژاپن است که دو بار برندهٔ جایزه آکادمی فیلم ژاپن شده‌است.